# The Underground EP
The Underground EP es el primer álbum de estudio del grupo D12

## Lista de canciones
| N.º | Título                   | Duración |  |
| 1.  | «6 Reasons»              | 4:18     |  |
| 2.  | «Art Of War»             | 5:24     |  |
| 3.  | «Derelict Theme»         | 4:31     |  |
| 4.  | «Chance To Advance»      | 5:12     |  |
| 5.  | «Activity As Phuctivity» | 6:05     |  |
| 6.  | «Filthy»                 | 3:17     |  |
| 7.  | «Fuck Battlin»           | 5:57     |  |
| 8.  | «Cock And Squeeze»       | 5:05     |  |
| 9.  | «Bring Our Boys»         | 4:35     |  |
| 10. | «Bad News»               | 4:09     |  |

- Datos: Q1937250